# Pasirtenjo
Pasirtenjo is een bestuurslaag in het regentschap Pandeglang van de provincie Banten, Indonesië. Pasirtenjo telt 3111 inwoners (volkstelling 2010).